# Djävul eller gud?
Djävul eller gud? är ett studioalbum av Nordman, som gavs ut den 12 mars 2008. I albumet ingår bland annat I lågornas sken, som duon tävlade med i Melodifestivalen 2008.

## Låtlista
1. Djävul eller gud?
2. Hon är redan här
3. Du behöver
4. Storma mitt hav
5. Längtan (med Jessica Andersson)
6. Stranden
7. En dåre som jag
8. Ridom ridom
9. I lågornas sken
10. Din ljusa blick
11. Vi lever
12. Störst av dem är kärlek

## Listplaceringar
| Lista (2008-2009) | Topplacering |
| ----------------- | ------------ |
| Sverige           | 3            |